# آتامی ۱۱۳۹
سیارک ۱۱۳۹ (به انگلیسی: 1139 Atami، نامگذاری:1929XE) هزار و صد و سی و نهمین سیارک کشف شده‌است که در ۱ دسامبر ۱۹۲۹ کشف شد.
قدر مطلق سیارک برابر ۱۲٫۵۱ است.